# Aréna Jacques-Laperrière
 (septembre 2024).
Si vous disposez d'ouvrages ou d'articles de référence ou si vous connaissez des sites web de qualité traitant du thème abordé ici, merci de compléter l'article en donnant les références utiles à sa vérifiabilité et en les liant à la section « Notes et références ».
L'aréna Jacques-Laperrière est un aréna situé à Rouyn-Noranda, au Québec.

## Histoire
Il a été nommé en l'honneur de Jacques Laperrière, ancien joueur de hockey de la Ligue nationale de hockey (LNH) et natif de la ville.  C'est actuellement le domicile de l'équipe de hockey des Citadelles de Rouyn-Noranda de la Ligue d'Excellence du Québec (LEQ)
En raison de travaux majeurs d'agrandissement à l'aréna Iamgold, les Huskies de Rouyn-Noranda de la Ligue de hockey junior majeur du Québec y disputent leurs premiers matchs locaux de la saison 2011-2012.